# Antonio López de Vega
Antonio Lópes da Veiga, españolizado como Antonio López de Vega (Lisboa, c. 1586-Madrid, c. 1656) fue un poeta, filósofo, moralista, crítico literario y arbitrista hispanoportugués.

## Biografía
Nacido en Lisboa, era de probable ascendencia judeoconversa, según Julio Caro Baroja, ya que el conde de Villamediana le dedicó un soneto en que se lo reprochaba; vivió la mayor parte de su vida en Madrid, donde ocupó diversos cargos alrededor de altos representantes de la nobleza, si bien nunca llegó a ser funcionario real; no obstante fue protegido de forma constante por su tío, el muy influyente teólogo agustino portugués Diego López de Andrade, predicador y amigo de Felipe III que fue nombrado en 1623 por Felipe IV obispo de Otranto y que se lo llevó a la Corte siendo aún niño. De forma menos constante lo protegieron varios nobles poderosos.
Se formó en Alcalá de Henares, donde estudió Cánones y Leyes, y frecuentó los cenáculos intelectuales y artísticos (su primera publicación en la Corte data de 1614, cuando participó en el muy nutrido concurso poético organizado para las fiestas de beatificación de Teresa de Jesús en el convento de las carmelitas descalzas de San Hermenegildo de Madrid, editado en 1615) y participó en otros certámenes y academias, algunas de ellas celebradas en su propia casa. A estos primeros intentos literarios siguió una colección de sus poemas en varias lenguas, Lírica poesía (1620), que se publicó bajo la protección del duque de Alba y de Huéscar Fernando de Toledo, y mereció como versificador los elogios de Lope de Vega en El laurel de Apolo, si bien la mayoría de sus composiciones en verso parecen emanadas de circunstancias caprichosas, celebrativas y cortesanas, por lo que, andando el tiempo, serán olvidadas sin reparo, aunque no sus obras en prosa, que le ganarán recuerdo y fama hasta la actualidad en los siglos XVIII, XIX y XX.
Su tío le consiguió el cargo de secretario del condestable de Castilla Bernardino Fernández de Velasco (1609-1652) y como tal aparece en los créditos de su El perfecto señor. Sueño político (1626) y en una carta de 1628. Protegido por el Conde-Duque de Olivares, como otros portugueses de origen judeoconverso que pudieron retornar gracias a la unión dinástica de 1580 (así tiene sentido la condena por López de Vega de la nobleza de sangre o nacimiento), cuando este cayó López de Vega se buscó otro protector de alta estirpe, Francisco Fernández de la Cueva, de la casa de los duques de Alburquerque, a partir de 1652, quien, al año siguiente, será nombrado virrey de Nueva España. Falleció en Madrid poco después, hacia 1656.
López de Vega expuso sus ideas literarias sobre preceptiva en su «Diálogo de los poetas», incluido en su Heráclito y Demócrito, donde teoriza sobre el teatro y se muestra a la vez antigongorino y anticonceptista y seguidor del selecto casticismo de Lope de Vega. Como moralista y filósofo se mostró lector de Séneca y dentro del neoestoicismo en sus Paradoxas racionales, seis diálogos entre un cortesano, un filósofo y un personaje llamado Gerardo, "solitario en la Corte" que parece identificarse con él; el título remeda las Paradojas a los estoicos de Cicerón. Fue esta su única obra que quedó manuscrita, a pesar de que tenía todas las aprobaciones y licencias para imprimirse desde hacía muchos años; quizá lo mantuvo inédito su recelo por ser obra de opinión polémica. Recogió sus ideas arbitristas en un fundamental trabajo titulado Heráclito y Demócrito de nuestro siglo (1641), donde achaca la decadencia de España a las guerras.
En el siglo XVIII fue un escritor muy apreciado a causa de su talante clasicista y su espíritu moderadamente crítico; lo elogian Gregorio Mayáns y Juan Pablo Forner y en el siglo XIX Marcelino Menéndez Pelayo por idénticos motivos. Ya en el siglo XX, fue un pensador crítico con la nobleza para José Antonio Maravall y un político ateo para Henri Méchoulant o pirronista, al decir de José Antonio Fernández Santamaría. En todo caso un pensador heterodoxo dentro de la corriente de los judeoconversos estudiada por Antonio Domínguez Ortiz.

## Obras
- Lírica poesía, 1620.
- Paradoxas racionales, ed. de Erasmo Buceta, Madrid: Anejos de la Revista de Filología Española, XXI, 1935; hay edición moderna: Paradojas Racionales. En forma de diálogo entre un filósofo y un cortesano. Edición, introducción y notas a cargo de Máximo Higuera. Madrid, Editorial Trifaldi, 2005.
- Diálogo de los poetas. Reproducido en parte por F. Sánchez Escribano y A. Porqueras Mayo, eds., Preceptiva dramática española del Renacimiento y el Barroco, Madrid, Gredos, 1972, pp. 275-279, y por A. Porqueras Mayo, ed., La Teoría Poética en el Manierismo y Barroco Españoles, Barcelona, Puvill, 1989, pp. 285-299; y enteramente por Guillermo Carnero, «Las ideas literarias de Antonio Lopes da Veiga con el texto íntegro de su Diálogo de los poetas (1641)», Arquivos do Centro Cultural Portugués, XIX, 1983, pp. 333-411.
- El perfeto señor. Sueño político, con otros varios discursos, i últimas poesías varias, Madrid, Imprenta Real, 1652, 2.ª ed. (la primera es de 1626).
- Heráclito y Demócrito de nuestro siglo. Descrívese su legítimo filósofo. Diálogos morales sobre tres materias, la Nobleza, la Riqueza y las Letras, Madrid: Diego Díaz de la Carrera, a costa de Alonso Pérez, 1641.